# Don’t Kill the Whale
Don’t Kill the Whale ist ein Lied der britischen Progressive-Rock-Band Yes und erschien 1978 auf deren neuntem Studioalbum Tormato.

## Hintergrund und Entstehung
Don’t Kill the Whale entstand aus einer Bassmelodie und einer Passage auf einer Akustikgitarre, die auf Bassist Chris Squire zurückgeht und die er Sänger Jon Anderson präsentiert hatte, der daraufhin zu der Musik einen Text schrieb, für den er sich durch ein Gedicht inspirieren ließ, das er einige Jahre zuvor zum Thema Walfang geschrieben hatte. Während Yes in der Schweiz zwischen Herbst 1976 und Frühjahr 1977 an ihrem Album Going for the One arbeitete, sah Anderson im Fernsehen eine Sendung über die Rettung von Tigern, was ihn dazu veranlasste, einen Text für ein Lied über die Rettung von Walen zu schreiben. Das Lied wurde auch von der Freundschaft der Band mit dem britischen Musikmanager Terry Doran inspiriert, der Yes eingeladen hatte, bei einem Benefizkonzert gegen den Walfang aufzutreten, jedoch war die Band zu beschäftigt mit der Arbeit im Studio. Für das Keyboardsolo adaptierte Rick Wakeman einen Sound, den er auf seinem Polymoog konfiguriert hatte, der „seltsame Geräusche“ erzeugte, die ihn an Gesänge von Walen erinnerten.
Das Lied hat, wie die meisten Stücke des Albums, im Vergleich zu den Liedern auf Alben wie Close to the Edge, Tales from Topographic Oceans oder Relayer, eine eher kurze Spielzeit. Sein Stil und sein Text machen es laut der Website der Band zu einem „für die Gruppe ungewöhnlich direkten Lied mit aktueller Botschaft“.

## Veröffentlichung
Don’t Kill the Whale wurde am 25. August 1978 als Vorabsingle des einen Monat später erschienenen Yes-Albums Tormato, veröffentlicht. Auf der B-Seite war das Stück Abilene enthalten, das hauptsächlich von Yes-Gitarrist Steve Howe komponiert wurde (der Text entstand in Zusammenarbeit mit Jon Anderson.)

## Musikvideo
Das Musikvideo zu Don’t Kill the Whale zeigt die Band, wie sie das Lied spielt. Diese Szenen wechseln sich ab mit bewegten Bildern von Ozeanen und Wale, die aus dem Meer an der Wasseroberfläche auftauchen und wieder verschwinden.

## Chartplatzierungen
Don’t Kill the Whale konnte sich im Vereinigten Königreich auf Rang 36 platzieren und damit einen Achtungserfolg landen.
| \| ChartsChartplatzierungen \| Höchstplatzierung \| Wochen \| \| -------------------------------- \| ----------------- \| ------ \| \| Vereinigtes Königreich (OCC)[10] \| 36 (4 Wo.) \| 4 \| |                   |        |
| ChartsChartplatzierungen | Höchstplatzierung | Wochen |
| Vereinigtes Königreich (OCC) | 36 (4 Wo.)        | 4      |